# Otto Kristian Ekman
Otto Kristian Ekman, född 24 september 1791 i Lund, död 5 augusti 1866 i Kalmar, var en svensk läkare och arkeolog.
Ekman var son till tenngjutaren Magnus Ekman och hans hustru Maria Katarina Lang. Han blev student vid Lunds universitet 1810 och efter medicinska studier och avlagda praktiska prov promoverades han 1819 till medicine doktor och utnämndes 1822 till provinsialläkare på Öland. Härifrån transporterades han till samma befattning i Växjö 1824, där han kvarstannade till slutet av 1826, då han anställdes som provinsialläkare i Kalmar, en post han innehade till 1853. Under hans tjänstetid på Öland väckte rikedomen på fornfynd hans intresse, och förde in honom på arkeologins bana. 1832 blev han av dåvarande riksantikvarien Johan Gustaf Liljegren förordnad att ha uppsikt och vård över alla Kalmar län befintliga fornlämningar och inkallades efter vartannat till ledamot och medarbetare i åtskilliga arkeologiska samfund och sällskap.
En av honom sammanbragt samling av fornsaker och mynt inlöstes till Statens historiska samlingar. Ekman lyckades även genom sitt intresse för antikviteter spåra Carl von Linnés märkvärdiga anteckningar över Nemesis divina, vilka efter att ett halvt århundrade varit spårlöst försvunna av honom påträffades i ett sterbhus och överlämnades till Uppsala universitetsbibliotek. Sin verksamhet som författare nedlade han dels i en mängd uppsatser i svenska läkaresällskapets årsberättelser och handlingar, dels i smärre avhandlingar för folket, rörande hälsovården och försiktighetsmått under epidemier.
Ekman var gift två gånger och fick 16 barn. En av dessa var kemisten och uppfinnaren Carl Daniel Ekman.